# Clamor
Clamor ist ein männlicher Vorname sowie Familienname.

## Herkunft und Bedeutung
Der Name ist von lateinisch clamor (= „Ruf, Schrei“) abgeleitet und trat vor allem im 18. und 19. Jahrhundert in Westfalen-Lippe unter evangelischen Geistlichen auf. 

## Varianten
- Klamor

## Namensträger

### Vorname
- Clamor Heinrich Abel  (1634–1696), deutscher Organist, Gambist, Komponist und Violonist
- Clamor von dem Bussche-Ippenburg (1640–1723), kurbrandenburgischer Diplomat
- Ludwig Clamor Marquart (1804–1881), deutscher Apotheker, Unternehmer und Mit-Erfinder des Backpulvers
- Clamor Huchzermeyer (1809–1899), deutscher lutherischer Pfarrer und konservativer Politiker
- Rudolf Heinrich Clamor Friedrich Rempel (1815–1868), deutscher Industrieller sowie Politiker und Verleger im Umfeld der Revolution von 1848, siehe Rudolf Rempel (Industrieller)
- Herbert Arthur Wiglev Clamor Grönemeyer (* 1956), deutscher Musiker, siehe Herbert Grönemeyer
- Georg Clamor, Pseudonym von Erich Bernhard Kock (1925–2016), deutscher Schriftsteller und Publizist

### Familienname
- Thomas Clamor (* 1963), deutscher Dirigent und Trompeter